# Stone Cold
"Stone Cold" é uma canção da artista musical estadunidense Demi Lovato, contida em seu quinto álbum de estúdio Confident (2015). Foi composta pela própria juntamente com Gustaf Thörn e Laleh Pourkarim, sendo produzida pela última. Originalmente lançada de forma digital como o primeiro single promocional do disco em 9 de outubro de 2015, foi lançada como o terceiro single do produto em 21 de março de 2016, dia no qual foi enviada para rádios mainstream estadunidenses pelas gravadoras Hollywood, Island, Safehouse e Republic.

## Desempenho nas tabelas musicais

### Posições
| Tabela musical (2015)                           | Melhor posição |
| ----------------------------------------------- | -------------- |
| Canadá (Canadian Hot 100)                       | 79             |
| Estados Unidos (Bubbling Under Hot 100 Singles) | 2              |
| Estados Unidos (Pop Songs)                      | 36             |

## Créditos
Todo o processo de elaboração de "Stone Cold" atribui os seguintes créditos:
Gravação
- Gravada no MXM Studios, (Estocolmo)
- Masterizada nos Sterling Sound (Nova Iorque)
- Publicada pelas empresas DD Lovato Music (ASCAP) e  MXM (ASCAP)
- Todos os direitos são administrados pela Kobalt Songs Music Publishing (ASCAP)

Produção
| - Demi Lovato: composição, vocalista principal, vocalista de apoio, piano - Laleh Pourkarim: composição, vocalista de apoio, produção, engenharia, programação de bateria, piano, sintetizador, baixo - Gustaf Thörn: composição, vocalista de apoio, assistência de engenharia, sintetizador, piano | - Eru Matsumoto: violoncelo - Serban Ghenea: mixagem - Tom Coyne: masterização |

## Histórico de lançamento
| País           | Data                 | Formato                               | Gravadora                              |
| -------------- | -------------------- | ------------------------------------- | -------------------------------------- |
| Estados Unidos | 9 de outubro de 2015 | Download digital (single promocional) | Hollywood, Island, Safehouse           |
| Estados Unidos | 21 de março de 2016  | Rádios mainstream                     | Hollywood, Island, Safehouse, Republic |
| Estados Unidos | 4 de abril de 2016   | Rádios adult contemporary             | Hollywood, Island, Safehouse, Republic |